# 车书剑
车书剑（1943年1月—），男，山东烟台人，生于黑龙江哈尔滨，中国城市规划专家，中国建筑学会理事长，国务院参事，国务院参事室特约研究员，第十届全国政协委员。